# Club Social y Deportivo Huracán (Trelew)
El Club Social y Deportivo Huracán es una institución social y deportiva de la ciudad de Trelew, Argentina. 
Si bien se ha destacado históricamente por la práctica de fútbol, siendo el segundo conjunto más ganador de la ciudad en competiciones organizadas por la Liga de Fútbol Valle del Chubut, actualmente es reconocido nacionalmente por su equipo profesional de básquet, el cual participó hasta 2017 en el Torneo Nacional de Ascenso, segunda división del básquetbol argentino.

## Historia
El club Huracán fue fundado oficialmente el 12 de octubre de 1945, en el antiguo bar Verdi de la ciudad de Trelew. Su primera comisión directiva estuvo formada por José Polacco (Presidente), Álvaro Gargini (Vicepresidente), Roberto Roberts (Secretario), Luis Rijavec (Tesorero), Domingo Miche (Protesorero), Roberto Fernández (Secretario de actas), Pedro Morejón, Walter Gargini, Carlos Díaz, Pedro Fernández y José Da Silva (vocales), entre los socios fundadores se hallaban Antonio Belzunce, Mario Lugli y Pedro Villaverde, entre otros.

### Historia del nombre
Huracán nace de la fusión de dos equipos de barrio, Newell's Old Boys y El Huracán, que dirimieron el nombre del club a formar por medio de un encuentro entre sí. La justa tuvo como ganador a El Huracán, por 4 a 2, por lo que impuso su denominación a la institución.

### Primera sede social y cancha
En 1952 comienzan las gestiones para poder conseguir su primera casa. Alquilan un local en la calle Chile, de la ciudad de Trelew, donde ubican su primera sede social, y su primer cancha estuvo ubicada en un baldío de las calles Córdoba y San Martín, de la misma ciudad.

### Comienzo del básquet
La práctica del baloncesto nace en la década del '50, con la llegada a la ciudad de los mormones, que solíanan practicar el deporte.
El 30 de abril de 1955 se inauguró la cancha cerrada de básquet, con dos partidos, el primero, encuentro femenino entre los seleccionados de Trelew y Rawson, donde ganó el primero por 14 a 12. El segundo fue el plato principal, Huracán venció 32 a 18 a Pucará de Puerto Madryn.
En 1956 el globito organiza un "Torneo Cuadrangular de Básquet", que fue disputado entre el local, General Saavedra de Comodoro Rivadavia, Brown de Puerto Madryn y Jorge Newbery de Carmen de Patagones, con este último caería 33 a 26.
En 1957 volvería a organizar un torneo y esta vez la visita de renombre fue Atenas de Carmen de Patagones. En 1958 el club resulta campeón invicto del torneo disputado patrocinado por la "Asociación de Basquetbol Regional", al ganarle a Independiente la final por 48 a 26.
Ese mismo año se elige a Huracán para representar a la zona en un partido contra el campeón de Comodoro Rivadavia, Huracán, y así definir al representante chubutense en el Campeonato de Campeones en Buenos Aires. La liga por motivos económicos decidió no presentar representante, sin embargo el globito propuso ir por sus propios medios al encuentro. Esta decisión fue avalada por la liga local.
En 1970 logra el título de Campeón Provincial al vencer a Ingeniero Huergo de gral. mosconi 60 a 59. Cinco años más tarde logra el título de campeones de la ABECh, al ganar el Torneo Preparación.
Para 1978 el club programa el comienzo de lo que sería una "escuelita" de básquet, para ello contrató a Humberto Chervenir procedente de Olavarría.
En 1980 sale campeón del "Torneo Oficial de la ABECh" al vencer a Germinal por 76 a 67 en tiempo extra, tras haber igualado 60 a 60. Tres años más tarde obtiene el mismo título al vencer a Deportivo Madryn en Puerto Madryn.
En 1985 se da un hecho importante en la historia del club, la contratación de dos baloncestista estadounidenses, Henry Turner y Lee Stephens. Ese mismo año vencería a Independiente por 105 a 94 y así obtuvo la "Copa Trelew" en el "gimnasio municipal". El equipo estaba conformado por Mike Coleman, E. Estallo (C), Lee Stephens, G. Correar, H. Turner, E. Steppa y R. Martínez y dirigido por Alberto "grillo" López.
En 1992 comienza a realizarse la práctica del básquet femenino, sección que en 1999 lograría consagrarse campeón en "Cadetes" al vencer a Guillermo Brown de Madryn por 35 a 31, las jugadoras fueron: Soledad Olivera, Anabella Biondo, Gladis Schwab, Belén Delgado, Andrea Pacho, María Meza, Natalia Artal, Silvina Torres, Viviana Banera, Rocío Saravia, el director técnico fue Gustavo Álvarez.
En el año 2000 vuelve a ser campeón de la ABECh, al vencer a Deportivo Madryn por 95 a 73, con los jugadores Gustavo Pintos, Leonardo Veira, Jorge Valda, Gustavo Álvarez, Guillermo Jones, Damián Paura, Carlos Marigual y dirigidos por Gustavo Álvarez.

### Competencias nacionales
En la temporada 2008/09 el globito debuta en la Liga B, tercera división del baloncesto nacional.
En ese certamen compartió la primera fase con Unión Vecinal de La Plata, Ciudad de Puerto Madryn, Ciudad Bragado, Independiente de Tandil, Atlético Regina de Villa Regina, Jorge Newbery de Carmen de Patagones y El Sureño de Río Grande, todos participantes del Grupo Sur de la Zona Sur.
Tras una gran temporada, el club quedó eliminado en los play-offs de reclasificación, algo que le valió la permanencia.
En su segunda temporada llegó a las finales del torneo. Tras vencer en semifinales a Alianza Viedma de Río Negro, se enfrentó a Gimnasia y Esgrima de Villa del Parque, contra quien cayó 0 a 3 en la serie y perdió la chance de ascender al Torneo Nacional de Ascenso.
La tercera temporada fue similar a la segunda, el globito cayó en semifinales ante Alianza Viedma, y quedó en las puertas del ascenso. Sin embargo, al Asociación de Clubes decidió aumentar la cantidad de equipos en el TNA, y el club decidió comprar una plaza para la edición 2011/12.
En su primera participación quedó eliminado en cuartos de final, ante Monte Hermoso Básquet tras haber ganado un juego y perder tres.
Durante la segunda, llegó a semifinales, cayendo ante San Martín de Corrientes, aunque pudo disputar un repechaje por el ascenso, donde cayó contra Quilmes de Mar del Plata.
Comenzó la temporada 2014-15 bajo el mandato de Gustavo Miravet, quién a mediados de la misma dejó el cargo para dirigir a Atenas de Córdoba y fue reemplazado por Gustavo Álvarez. Desde lo dirigencial, asumió un nuevo presidente, Pablo Mamet. El equipo logró una buena fase regular, pero quedó eliminado ante el cuarto mejor equipo de la Conferencia Sur, Monte Hermoso Básquet.
En 2015 hubo cambio de entrenador, saliendo Gustavo flay Álvarez y entrando Mariano Aguilar. En 2016 y tras disputada la primera fase de la temporada regular y en medio de la segunda fase, el club rescindió el contrato con Mariano Aguilar. En diciembre se contrató a Cristian Santander como nuevo entrenador.
En junio de 2017 se bajó de la segunda categoría nacional por falta de dinero para sustentar el equipo. El equipo dejó la categoría tras 6 temporadas con 124 victorias y 109 derrotas. El jugador que más veces vistió la camiseta del «globo» en este paso del equipo por la segunda división fue Gustavo Maranguello.

## Presidentes del club
| Período   | Presidente                  |
| 1945-1946 | José Polacco                |
| 1947-1948 | Domingo Acri                |
| 1949-1950 | Roque Callejas              |
| 1950-1951 | Luis Rijavec - Manuel Ponte |
| 1950-1952 | Domingo F. Sarmiento        |
| 1952-1962 | Atilio Oscar Viglione       |
| 1958-1960 | José María Sáez             |
| 1962-1963 | Jorge Junyent               |
| 1964-1965 | Juan Alberto Viglione       |
| 1966-1969 | Oscar E. Miguel             |
| 1970-1973 | José Perrozzi               |
| 1973-1976 | Tomas Ricardo Maza          |

| Período         | Presidente                |
| 1977-1978       | Darwin Williams           |
| 1978-1980       | Héctor José Fernández     |
| 1980-1981       | Jorge Morado              |
| 1982            | Evaristo Rodríguez        |
| 1983            | José Pérez Luces          |
| 1989-1991       | Mariano Marco             |
| 1991-1992       | Armando Oscar Huarte      |
| 1993-1996       | Enrique Artal             |
| 1997-1998       | Manuel Revuelta           |
| 1999-2000       | Tomás Ricardo Maza (hijo) |
| 2004-2014       | Hugo Ricardo Sastre       |
| 2014-2019       | Pablo Mamet               |
| 2019-actualidad | Tomas Maza                |

## Instalaciones

### Estadio Atilio Viglione

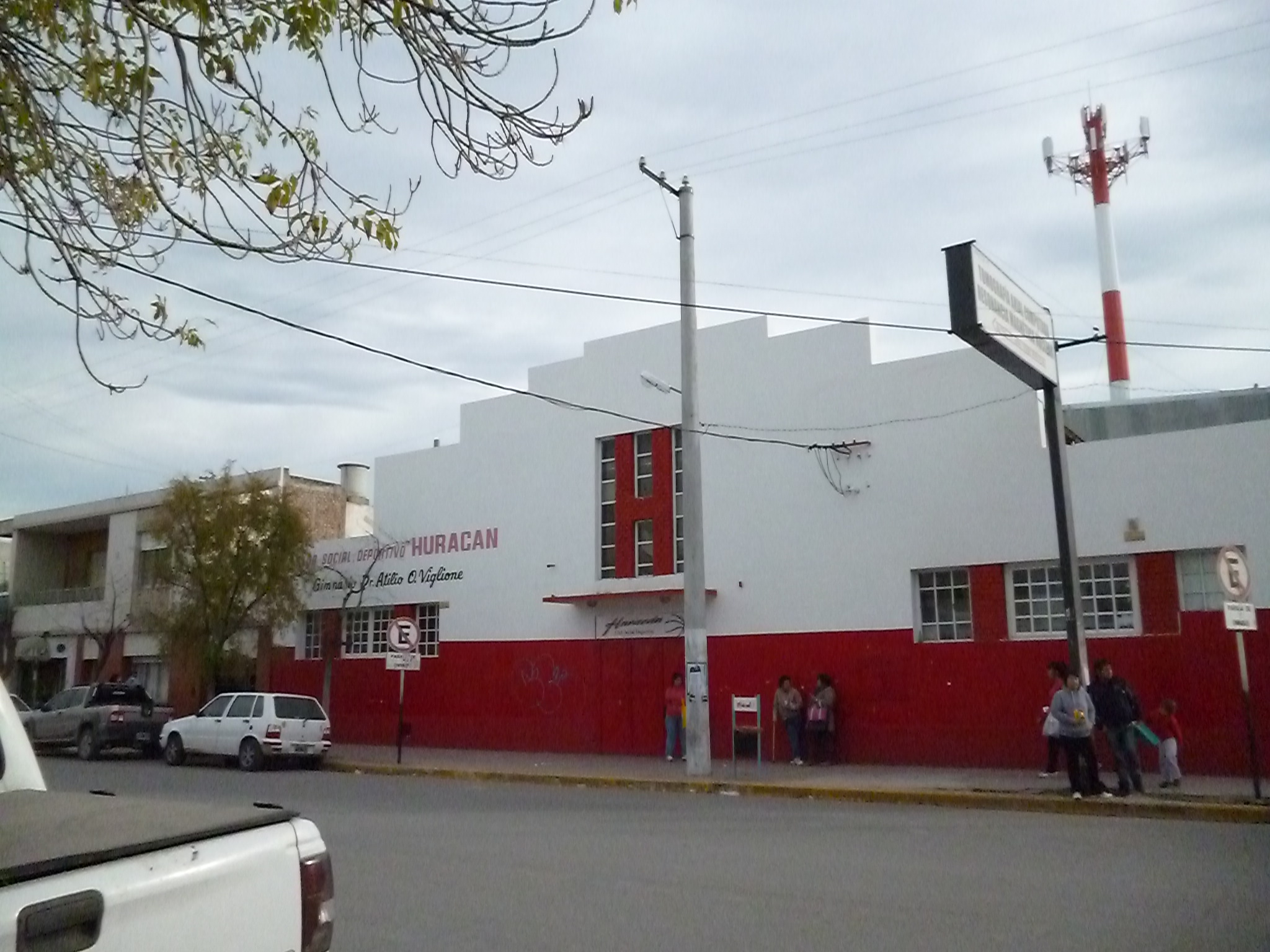
Parte exterior del estadio A. O. Viglione.

El 30 de abril de 1955 se inaugura la cancha cerrada de básquet, con dos partidos, el femenino Trelew 14 - Rawson 12 y el masculino Huracán contra Pucará de Puerto Madryn, donde ganó el local 32 a 18.

### Estadio Deportivo
La primera cancha del club estaba ubicada en donde tubo su sede deportiva el Club Ameghino de Trelew, luego, con la presidencia de Atilio Viglione, se compraron las manzanas 5 y 12 de la chacra n° 135 en el barrio trelewense de Santa Mónica. Sin embargo, los dirigentes sostenían que la cancha les quedaba chica y decidieron, en 1974 comprarle a los dueños del supermercado La Anónima un terreno ubicado en la margen del Río Chubut.
Ese mismo año se jugó el primer partido oficial en el novedoso Estadio Deportivo, correspondiente a la sexta fecha del torneo Preparación de la Liga del valle.
El puntapié inicial lo dio José Murat, quien era colaborador del club, y el merengue recibió a Independiente, quien ganaría 3 a 1.
Ese mismo año, y siguiendo con la celebración por la inauguración del predio, Huracán recibió a Ferro de Buenos Aires. El partido terminó 3 a 0 para el conjunto visitante.

## Jugadores y cuerpo técnico

### Entrenadores
Cronología de entrenadores
Solo se incluyen entrenadores en torneos nacionales
- Rubén Quiroga (2008-09)
- Maximiliano Rubio (2009-10)
- Bernardo Murphy (2010-12)
- César Gustavo Miravet (2012-2014)
- Gustavo Álvarez (2014-2015)
- Mariano Aguilar (2016)
- Cristian Santander (2016-2017)

## Datos del club
- Temporadas en primera división: ninguna
- Temporadas en segunda división: 6 (2011-12 a 2016-17)
  - Mejor puesto en la liga: Cuarto (2012-13)
  - Peor puesto en la liga: Octavos de final (2011-12 y 2013-14)
- Temporadas en tercera división: 3 (2008-09, 2009-10, 2010-11)
  - Mejor puesto en la liga: Semifinalista (2009-10)
  - Peor puesto en la liga: Reclasificación (2008-09)

## Fútbol
El fútbol es el deporte más antiguo que se practica en la institución. El club ha obtenido diecisiete veces el torneo de la Liga del Valle, lo cual lo convierte en el segundo más laureado de la ciudad.
También ha participado en distintas ediciones de torneos nacionales, como el Torneo Regional en los '70 y '80 o más recientemente en el Torneo del Interior. El deporte se practica en el Estadio Deportivo.

### Historia

#### Comienzo en la liga del valle
En su etapa inicial participó de los torneos de segunda división de la Liga del Valle hasta que logró el ascenso en 1948. En 1949 desciende y vuelve a ascender en 1950.
El domingo 7 de diciembre de 1952 logra su primer campeonato al vencer a Independiente por 5 a 0. 
En 1953 obtiene el segundo campeonato, y a la vez su primer doblete al ganarle 7 a 1 a Brown de Puerto Madryn. Otro título obtenido ese año fue el de Campeón Provincial al ganarle a Los Alerces de la Liga del Oeste. Al siguiente año queda segundo, a tan solo un punto de Brown (quien fuese campeón invicto).
En agosto del '56 vuelve a ser campeón al vencer 2 a 0 a Racing. En 1957 logra vencer a Deportivo Madryn por 5 a 2 y obtiene nuevamente el título del Campeonato Rgional de Fútbol. En enero de 1958 disputaría con Brown de Madryn la final de la Copa Atlántico, donde el merengue resultó vencedor por 3 a 2. Ese mismo año y contra el mismo rival estaba en juego el título liguista local. En cancha de Independiente, el elenco trelewense se imponía por 3 a 0 y así obtenía un nuevo título, y un récord, el de ser campeón por cuatro años de manera consecutiva.
Tras ese título, ese mismo año participó del Campeonato Provincial, donde se enfrentó a su homónimo de Comodoro Rivadavia en cancha de Racing de Trelew y perdió, así culminando su primer "época dorada".
En 1963 se produce un hecho desfavorable para el fútbol, cuando desciende de categoría, pero en 1964 logra ascender nuevamente. En 1965 obtiene el Campeonato Relámpago de la Liga del Valle al vencer a Deportivo Madryn por 2 a 1 y también obtuvo el campeonato Centenario.
En 1973 vuelve a coronarse, esta vez enfrentando a Racing de visitante y venciéndolo por 1 a 0. Dos años más tarde, en 1975 vence a Argentinos del Sur de Gaiman por 4 a 3 y logra un nuevo título.

#### Debut nacional
En 1973, Huracán gana el torneo Oficial de la Liga del Valle y eso le permite jugar el Torneo Regional, donde debuta ante su par de Comodoro Rivadavia en la ciudad petrolera. En ese primer encuentro, el merengue cae por 3 a 1, complicando su participación. 
Una semana más tarde se disputa la revancha en Trelew, donde empatan 1 a 1 y así el globo queda relegado al grupo de perdedores, donde se mediría con Centenario de Neuquén. El primer encuentro fue en Trelew, donde empataron 2 a 2, y una semana más tarde, ganaría el elenco neuquino 3 a 2, con lo cual finalizó la participación de Huracán en el torneo.
Dos años más tarde, el globo vuelve a disputar el torneo (tras obtener el Oficial 1975) y vuelve a medirse contra Huracán de Comodoro. Esta segunda vez se resolvió más sencillamente la llave al empatar en cero en Trelew y caer por 3 a 0 en Comodoro.
En 1979 disputa nuevamente el Torneo Regional y vuelve a enfrentarse al mismo elenco comodorense, primero de visitante (cae 3 a 0) y luego en el valle (empata 2 a 2), y sin lograr vencerlo.
Así, como en las anteriores ediciones, el elenco merengue quedaba nuevamente eliminado de la competencia, cerrando una década fructífera en el ámbito local (5 títulos) pero sin lograr la participación nacional.

#### Década de 1980
Para 1977 y con estadio nuevo ya inaugurado, el globito logra un nuevo título, esta vez dirigido por Osvaldo Spizzirri, quien poseía el título de DT convalidado por la AFA. El 23 de enero de 1978 se completó el partido frente a Racing por el campeonato, partido que había sido suspendido por lluvia y el globo ganaba 1 a 0. El resultado fue ese y se logró el décimo título.
Durante 1980 se disputa frente a Gaiman FC la final, en el primer encuentro, los trelewenses ganan 5 a 1 como visitantes, y una semana más tarde, empatan como locales, lo que les aseguró el Campeonato Preparación de dicho año.
Durante la década del '80 el club desciende por segunda vez en su historia. En 1989 vence a Dolavon 4 a 1 y se consagra campeón del Torneo Preparación la "B", y un año más tarde vence, en cancha de Racing, a Alberdi por 2 a 1 lo cual le da el ascenso.

#### Parate en la actividad
En 1992 el club deja la práctica del fútbol alegando la falta de compromiso y colaboración por parte de los simpatizantes, a su vez que también se va quedando sin personal en esa área.

el problema viene desde hace un tiempo. la gente no se acercaba al club a colaborar y entonces se llamó a una asamblea para ver que hacíamos. Concrrio una sola persona (...) al ver este fracaso, decidimos hacer una reunión con los socios más antiguos de la institución, y allí se decidió de común acuerdo que si no había gente joven para llevar adelante al futbol, no se podía seguir. Le puedo nombrar a los más característicos, por ejemplo Luis Marzulo, Enrique Artal, Héctor "tito" Asmus, Daniel Pes, Álvarez, Tinelo y Osvaldo Córdoba (...) vamos a seguir pagando a la liga como corresponde, y si el año que viene volvemos a hacer fútbol, tendremos que estar en la "b". En resumidas cuentas, no jugar este torneo nos hace descender (...).
Diálogo entre "La movida del deporte" (oct -92) y Hugo Barcala, directivo del club.

#### Actualidad
Desde el 2005 el club disputa los torneos de la Liga del Valle, aunque también suele participar en el Torneo del Interior, quinta categoría del fútbol nacional. 
En dicho torneo, el globo disputó las temporadas 2008, 2009, 2012, marcando sus mejores participaciones en las 2008 y 2012, donde llegó a segunda fase.

### Datos históricos
- Temporadas en primera división: 0
- Temporadas en segunda división:
  - Torneo Regional: 3 (1974, 1976 y 1979)
- Temporadas en tercera división: 0
- Temporadas en cuarta división: 0
- Temporadas en quinta división:
  - Torneo del Interior: 3 (2008, 2009, 2012)
  - Torneo Federal C: 1 (2016)
- Participaciones en Copa Nacional: 0

### Palmarés
- Liga de Fútbol Valle del Chubut (20):
 Oficial 1952, Oficial 1953, Torneo Competencia 1954, Torneo Competencia 1955, Oficial 1955, Oficial 1956, Oficial 1957, Oficial 1958, Oficial 1965, Copa Juan Carlos Buenader 1973, Oficial 1973, Oficial 1975, Oficial 1977, Preparación 1978, Preparación 1979, Preparación 1980, Clausura 2007, Clausura 2008, Clausura 2011 y Apertura 2014.